# السرب 110 (إسرائيل)
السرب 110 التابع للقوات الجوية الإسرائيلية (بالعبرية: טייסת 110) ، والمعروف أيضًا باسم سرب فرسان الشمال، كان سربًا مقاتلًا من طراز F-16C متمركزًا في قاعدة رامات ديفيد الجوية ، تم إلغاء تنشيطه في عام 2017.
1. ↑  "110 Squadron - The Knights of The North". Globalsecurity.org. مؤرشف من الأصل في 2009-01-18. اطلع عليه بتاريخ 2008-12-13.